# Stacked Rubbish
Stacked Rubbish är ett album gjort av rockgruppen The Gazette från Japan.

1. Art Drawn by Vomit (01:49)
2. Agony (04:15)
3. Hyena (04:16)
4. Burial Applicant (04:27)
5. Ganges ni Akai Bara (04:08)
6. Regret (04:30)
7. Calm Envy (06:05)
8. Swallowtail on the Death Valley (04:06)
9. Mob 136 Bars (04:39)
10. Gentle Lie (03:53)
11. Filth In the Beauty (04:11)
12. Circle Of Swindler (02:58)
13. Chizuru (05:47)
14. People Error (02:58)